# 李章洙
李章洙（이장수，Lee Jang-Soo，1956年10月15日—），韩国足球教练，以执教严格而著，绰号“铁帅”。李章洙曾经作为主教练分别率领青岛贝莱特和重庆力帆两次夺得中国足协杯冠军，是中国足球职业化以来第一位带领不同俱乐部获得足协杯冠军的主教练，其任北京国安主教练其间率队获得2007年中超联赛亚军，同时也是在中国足坛执教时间最长的外籍教练。2010年开始出任广州恒大主教练，在率队的第一年就获得中甲联赛冠军幚助广州队重返中超联赛。2011年又率领广州恒大以升班马身分获得中超联赛冠军，这也是他首次率队夺得中国顶级联赛冠军。

## 执教生涯

### 韩国
李章洙的教练生涯开始于1986年退役后，作为主教练执教韩国光州湖南大学队，但是成绩一般。随后在1988年，李章洙加盟了韩国K联赛劲旅一和天马任助理教练。其在助理教练任上连续工作了6年，其间辅佐主教练朴钟焕实现了K联赛三连冠。1994年，由于表现出众，李章洙出任一和天马队主教练，在两年中率队再次获得了K联赛冠军，同时还夺得亚洲俱乐部杯冠军，并继而获得亚洲超级杯和亚非对抗赛冠军。

### 初来中国
1998年，随着中国足球职业化改革的深入，李章洙离开了一和天马来到中国，执教甲A联赛前卫寰岛队（2000年与前卫体协脱钩后改称重庆力帆）。当年7月26日，李章洙在中国执教的第一场比赛中带领球队在主场以3-1战胜了八一队，但该赛季保级形势的严峻使得李章洙在执教生涯中首次感受到降级压力（因当时K联赛并无升降级制度）。在重庆执教期间，李章洙以“铁腕”管理球队，对球队中不遵守纪律的队员进行了严厉的处罚，其中包括当时的著名球员高峰。李章洙一方面认可高峰的实力，另一方面却对高峰的职业态度提出质疑，认为其“经常酗酒，不认真训练”。在双方僵持的阶段，李章洙顶住了压力，将高峰放上了替补席，进而将其从比赛名单中除去。赛季末，高峰因为无法上场比赛而离队返回了北京。李章洙在与违规球员的较量中展现了强硬的个性，这也为他博得了“铁帅”的称谓。
2000年，李章洙率领的重庆队发挥出色，获得了甲A联赛第四名，同时闯进了中国足协杯的决赛。在两回合比赛中，重庆队以4：2的总比分战胜了北京国安队，获得了俱乐部历史上第一个全国冠军。为了表彰李章洙的贡献，重庆市政府授予了李章洙“荣誉市民”的称号，同时李章洙也成为了中国足球年度“最佳教练”。2001年，重庆队成绩有所下滑，最终仅位列联赛第11名，年底，李章洙与青岛贝莱特签约成为其主教练。在离开了重庆时，李章洙表示“在长期的工作中，我和这个城市有了很深的感情，这里是我的第二故乡。”
2001年12月16日，李章洙与青岛队签约，并于12月19日上任。2002赛季，青岛队取得了球队历史上第二好的联赛成绩，最终位列积分榜第八位。与此同时，李章洙再次在中国足协杯的赛场上取得了成功，2002年11月16日，青岛队主场2：0战胜辽宁队，凭借客场进球的优势获得了足协杯冠军。这也是青岛足球第一个全国冠军。2003年5月26日，鉴于李章洙“对青岛市足球事业的发展做出了杰出的贡献”，青岛市授予了李章洙“荣誉市民”的称号。在青岛执教期间，李章洙有意培养了多名有潜质的新秀，这其中就包括了后来成为国脚的刘健。多年后的2008年，李章洙在回忆自己在青岛度过的岁月时也认为“在青岛执教的日子是我最难忘的幸福时光。”
2003年11月22日，李章洙在他所执教的最后一场甲A联赛中带领青岛贝莱特队客场以3-1战胜了重庆力帆，两支球队合力为李章洙在中国的第一次执教经历画上了句号。

### 再来中国
2005年，李章洙回到韩国，先后执教了全南天龙和FC首尔两支球队，但是成绩一般，另外其与俱乐部高层关系并不融洽，所以李章洙并没有久据其位。2006年底，中超联赛俱乐部北京国安邀请李章洙执掌教鞭，12月11日，李章洙接受邀请，成为北京国安历史上第四位外籍主教练。
李章洙的到来给国安俱乐部带来了转变。其大运动量的季前训练使得平均年龄偏大的北京国安队反而在体能上得到了加强，其所倡导的攻势足球也符合北京足球“小、快、灵”的传统特点。另外，李章洙认为每场比赛都要竭尽全力，“哨声没响就全力取胜”，这种精神面貌也被绝大多数北京球迷所认可。2007年，李章洙率领球队打破了多项纪录，其中包括首次客场战胜上海申花和山东鲁能，并取得了俱乐部历史上最高的客场积分（26分）及最多的客场进球（20球），还第一次在中超联赛客场积分榜上名列榜首。最终李章洙带领北京国安队获得了亚军。尽管李章洙在某些关键比赛中的用人受到了质疑，同时其选定的主力阵容年龄结构也相对老化，但是李章洙的执教能力和处事风格还是得到了北京球迷和媒体较为一致的肯定。2008年12月27日，北京国安足球俱乐部与其正式续约，李章洙继续担任北京国安队主教练，但在2009年9月16日，北京国安正式决定李章洙下课。2009年北京国安最终染指联赛冠军，但却造成李章洙执教球队大半个赛季后被提前下课无缘冠军的尴尬。
2010年3月25日，中国足球甲级联赛球队广州恒大召开新闻发布会，宣布李章洙出任广州恒大主教练。但是由于他并未取得中国足协所承认的职业教练员资格证书，故而在中国足协组织的赛事中是以助理教练的身份执教广州恒大。广州队也成为李章洙执在中国执教的第四支球队，在率队的第一年就以17胜6平1负的成绩获得中甲联赛冠军幚助广州队重返中超联赛。2011赛季，李章洙率领广州恒大在联赛中高歌猛进，一直处于联赛榜首。2011年9月，广州恒大客场败于长春亚泰后，球队的44场联赛（21场中甲、23场中超）不败纪录告终，但最终还是提前4轮获得中超联赛冠军，李章洙率队连续夺得中国两级联赛（中甲联赛及中超联赛）的冠军，李章洙在中国联赛执教的第11个年头，在率领不同球队拿到足协杯冠军后，终于首次拿到了中国顶级联赛的冠军。但联赛提前夺冠后广州恒大的两场客场比赛表现低迷，先是2比5不敌江苏舜天，最后一轮又被已经确定降级的成都谢菲联逼平，李章洙在赛后两次向俱乐部和球迷道歉。
2012赛季，足协放宽教练证书的标准，李章洙得以在中国足协的报名表中开始以主教练的身份执教球队。2012年2月，他带领广州恒大队在2012年中国足球协会超级杯中2比1击败足协杯冠军天津泰达，获得超级杯冠军，李章洙在第三次参加该项赛事后，终于获得冠军。虽然广州恒大在2012年亚足联冠军联赛中有客场5比1击败K联赛冠军全北现代汽车，主场3比1击败J联赛冠军柏太阳神的辉煌成绩，但主场1比2不敌泰国冠军武里喃联和1比3不敌全北现代汽车等比赛却使李章洙陷入争议。很多媒体和球迷都对他的战术和轮换制度提出质疑。在主场不敌全北现代后，球队的头号球星达里奥·孔卡甚至在微博中表达自己对李章洙的不满。5月15日，李章洙率领广州恒大在亚足联冠军联赛最后一轮中凭借孔卡在90分钟的进球，2比1险胜武里喃联，积分超过全北现代以小组第一晋级淘汰赛。但在5月16日，有报道称广州恒大俱乐部官员当天在泰国和李章洙进行会谈，并在俱乐部内部宣布李章洙离任。5月17日，广州恒大官方正式宣布由意大利名帅马尔切洛·里皮上任接替李章洙出任主教练。
2014年7月6日下午，成都天诚足球俱乐部官方正式对外宣布李章洙与球队正式签约，带领球队征战接下来的中甲联赛。据了解，李章洙于5日晚抵达成都，并于今天下午观看了成都天诚和四川隆发的热身赛。据悉，李章洙签约天诚的首要任务是帮助俱乐部保级，然后再率领球队冲超并在中超站稳脚跟。
2016年5月6日，中超球队长春亚泰官方正式宣布，李章洙接任球队主教练，他与俱乐部签下了1份3+2的五年长约。
2017年5月4日，由于前5轮联赛成绩不佳，长春亚泰官方宣布李章洙正式下课，陈金刚接任主教练。李章洙也成为2017年中超第一位下课的主教练。
2022年2月12日，中超球队深圳队宣布，李章洙出任球队主教练，时隔五年再返中国足坛。

## 个人轶事
李章洙的夫人并没有随其居住在中国，他们育有一子一女；女儿在韩国汉阳大学读音乐方向的研究生，儿子在服兵役，母子三人现均居住在韩国。
李章洙在中国已经执教多年，用汉语进行日常交流已经基本没有困难，但是其认为自己很难“用汉语准确地表达自己的情感”，所以每当记者提出采访要求时，李章洙都要首先确保翻译在场，然后再用韩语回答记者提出的问题。